# Sânger
Sânger (Hongaars: Mezőszengyel) is een comună in het district Mureş, Transsylvanië, Roemenië. Het is opgebouwd uit zeven dorpen, namelijk:
- Bârza
- Cipăieni (tot 1996 Chimitelnic)
- Dalu
- Pripoare
- Sânger
- Vălişoara
- Zăpodea

## Demografie
De comună telde in 2002 nog zo'n 2.530 inwoners, in 2007 waren dat er nog 2.474. Dat is een daling met 56 inwoners (-2,2%) in vijf jaar tijd. Volgens de volkstelling van 2007 woonden er in Sânger 2.474 mensen van wie 2.152 (87%) Roemenen, 173 (7%) Hongaren en 149 (6%) Roma.